# Nižňaja Salda
Nižňaja Salda (rusky Нижняя Салда) je město ve Sverdlovské oblasti v Ruské federaci. Při sčítání lidu v roce 2010 měla přes sedmnáct tisíc obyvatel.

## Poloha a doprava
Nižňaja Salda leží na východním okraji Uralu na řece Saldě, pravém přítoku Tagilu v povodí Obu. Od Jekatěrinburgu, správního střediska oblasti, je vzdálena přibližně 150 kilometrů severně, od Nižného Tagilu přibližně padesát kilometrů východně. Přibližně deset kilometrů západně od Nižňaje Saldy proti proudu Saldy leží přibližně trojnásobně lidnatá Verchňaja Salda.
Přes město prochází železniční trať z Nižného Tagilu do Alapajevsku, které byla uvedena do provozu v roce 1912.

## Dějiny
Nižňaja Salda vznikla v roce 1760, když zde Nikita Akinfijevič Děmidov nechal postavit železárnu, která později v 19. století pomáhala v Rusku zavádět moderní procesy, například Bessemerův konvertor.
Městem je Nižňaja Salda od roku 1938.

### Rodáci
- Alexandr Nazarovič Kuzněcov (1877–1946), metalurg